# Moldoveanu
Moldoveanu (rumænsk: Vârful Moldoveanu, udtalt [ˈvɨrful moldoˈve̯anu]), på 2.544 moh., er den højeste bjergtop i Rumænien. Det liggere i distriktet i Argeș, i Făgăraș-bjergene i de sydlige Karpater.
Den nærmeste bebyggelse på nordsiden er Victoria og på sydsiden, Câmpulung.
I december 2019 blev Moldoveanu valgt som navnet på stjernen XO-1, der ligger 536 lysår væk i stjernebilledet Corona Borealis, en stjerne, der er blevet bekræftet at være vært for en exoplanet.

## Bestigning
De mest populære ruter til Moldoveanu er over det 2.527 meter høje Viștea Mare ad stier, der kommer fra Podragu, Sâmbăta eller ved Viștea-dalen.
En nem måde at bestige Moldoveanu er fra hytten "Stâna lui Burnei". Fra Slatina  er der en skovvej uden asfalt på omkring 37 km længde. Fra juni 2022 er det muligt at køre på den med almindelige biler, men udfordrende og tidskrævende. Fra Stâna lui Burnei fører to stier til toppen, som er velegnede til en rundtur.

## Galleri
- Moldoveanu (venstre) og Viștea Mare (højre)
- Udsigt fra Moldoveanu mod vest
- Moldoveanu fra højderyggen
- Moldoveanu og Viștea Mare
- Den sydlige side af Moldoveanu (til venstre) og Viștea Mare (højre) fra Refuge Vistea
- Højdemarkør på toppen
- Toppen af Moldoveanu
- Făgăraș-bjergene på kort over Rumænien
- Viștea Mare set fra Moldoveanu